# Home Nations Championship 1885
Die Ausgabe 1885 des Turniers Home Nations Championship in der Sportart Rugby Union (das spätere Five Nations bzw. Six Nations) konnte nicht wie vorgesehen beendet werden, da die Verbände sich untereinander zerstritten hatten.
England und Schottland weigerten sich, wegen einer umstrittenen Regelauslegung durch den Schiedsrichter bei ihrer Begegnung von 1884 gegeneinander anzutreten. Auch Wales und Irland sagten ihr Spiel wegen der Uneinigkeit zwischen den Verbänden ab. Die Partie Irland gegen Schottland in Belfast musste wegen schlechten Wetters abgebrochen werden und wurde in Schottland wiederholt.
| Land       | Stadion                           | Stadt               | Kapitän            |
| ---------- | --------------------------------- | ------------------- | ------------------ |
| England    | Whalley Range                     | Manchester          | Temple Gurdon      |
| Irland     | Ormeau Road                       | Belfast             | William Rutherford |
| Schottland | Hamilton Crescent / Raeburn Place | Glasgow / Edinburgh | Bill Maclagan      |
| Wales      | St Helen’s                        | Swansea             | Charlie Newman     |

## Abschlusstabelle
|    | Land       | Spiele | Siege | Unent. | Ndlg. | Spiel- punkte | Diff. | Tabellen- punkte |
| -- | ---------- | ------ | ----- | ------ | ----- | ------------- | ----- | ---------------- |
| 1. | England    | 2      | 2     | 0      | 0     | 1:1           | ± 0   | 4                |
| 2. | Schottland | 2      | 1     | 1      | 0     | 1:0           | + 1   | 3                |
| 3. | Wales      | 2      | 0     | 1      | 1     | 1:1           | ± 0   | 1                |
| 4. | Irland     | 2      | 0     | 0      | 2     | 0:1           | − 0   | 0                |

## Ergebnisse
Für das Spielergebnis zählte die Anzahl erzielter Tore. Ein Tor wurde für eine erfolgreiche Erhöhung nach einem Versuch oder für ein Dropgoal gegeben. Endete das Spiel unentschieden nach Anzahl der Tore, zog man die nicht erhöhten Versuche hinzu, um einen Gewinner zu ermitteln. Gab es danach immer noch keinen eindeutigen Sieger, so trennten sich beide Teams unentschieden.
Ergebnisnotation: 
 T = Try (Versuch); G = Goal (Tor nach Versuch); D = Dropgoal
(in Klammern die Anzahl erzielter Tore)
| 3. Januar 1885 | Wales                                  | 1G 2T : 1G 5T | England                                                             | St Helen’s, Swansea Zuschauer: 5.000 Schiedsrichter: Charles Lewis |
| 3. Januar 1885 | Versuche: Jordan (2) Erhöhungen: Gould | (1:1) Bericht | Versuche: Hawkridge Kindersley Ryalls Teggin Wade Erhöhungen: Payne | St Helen’s, Swansea Zuschauer: 5.000 Schiedsrichter: Charles Lewis |

| 10. Januar 1885 | Schottland    | 0 : 0 | Wales | Hamilton Crescent, Glasgow Zuschauer: 3.000 Schiedsrichter: George Hill (England) |
| 10. Januar 1885 | (0:0) Bericht |       |       | Hamilton Crescent, Glasgow Zuschauer: 3.000 Schiedsrichter: George Hill (England) |

| 7. Februar 1885 | England                    | 2T : 1T       | Irland           | Whalley Range, Manchester Zuschauer: 7.000 Schiedsrichter: Horace Lyne (Wales) |
| 7. Februar 1885 | Versuche: Bolton Hawkridge | (0:0) Bericht | Versuche: Greene | Whalley Range, Manchester Zuschauer: 7.000 Schiedsrichter: Horace Lyne (Wales) |

| 21. Februar 1885 | Irland  | abgebrochen | Schottland | Ormeau Road, Belfast Schiedsrichter: Hugh Kelly (Irland) |
| 21. Februar 1885 | Bericht |             |            | Ormeau Road, Belfast Schiedsrichter: Hugh Kelly (Irland) |

| 7. März 1885 | Schottland                                          | 1G 3T : 0     | Irland | Raeburn Place, Edinburgh Schiedsrichter: Hugh Kelly (Irland) |
| 7. März 1885 | Versuche: Peterkin Reid Wauchope Erhöhungen: Veitch | (1:0) Bericht |        | Raeburn Place, Edinburgh Schiedsrichter: Hugh Kelly (Irland) |